# Nirit
Nirit (hebr.: נירית) – wieś położona w samorządzie regionu Derom ha-Szaron, w Dystrykcie Centralnym, w Izraelu.
Leży na równinie Szaron przy granicy terytoriów Autonomii Palestyńskiej.

## Historia
Osada została założona w 1981.